# Papirus brukliński 35.1446
Papirus brukliński 35.1446 – zapisane pismem hieratycznym dzieło historyczne literatury Starożytnego Egiptu. Papirus powstawał partiami w ciągu kilku pokoleń od końca XII dynastii po dynastię XIII. Jest datowany na lata ok. 1809–1743 p.n.e. Jest on przechowywany w Brooklyn Museum w Nowym Jorku (Papyrus Brooklyn 35.1446).

## Opis
Papirus brukliński 35.1446 jest dokumentem historycznym powstałym prawdopodobnie w Tebach. Tekst jest mocno uszkodzony i w znaczniej mierze rozczłonkowany. Pięć głównych fragmentów oznaczono literami od a do e. Został on zapisany pismem hieratycznym. Pierwotny tekst zawierał 80 wierszy na stronie recto. Został uzupełniony kilkoma wstawkami do 95 wierszy oraz uzupełniony na stronie verso. Dodatkowo na stronie verso znajdują się 3 wątki niezwiązane z głównym tematem papirusu. Po ukończeniu papirus miał blisko 2 metry długości (29,2×182 cm). Różnice w piśmie odręcznym oraz opisywane w wydarzenia wskazują, że tekst był uzupełniany przez różnych skrybów przez kilkadziesiąt lat.
Główna część papirusu opowiada o staraniach tebańskiej szlachcianki o imieniu Senebtisi. Postanawia ona prawnie przejąć 95 niewolników, z których 45 ma imiona pochodzenia azjatyckiego (oznacza to że pochodzili oni z ziem leżących na wschód od Egiptu). Część tych imion ma brzmienie semickie, znane z Biblii. Niewolnicy ci nie wykonali nakazanych im prac (prawdopodobnie nie wykonali prac pańszczyźnianych). Ostatni wpis głównego tematu informuje o pomyślnym wykonaniu instrukcji i ich zakończeniu. Obecność tak dużej grupy obcokrajowców w jednym gospodarstwie domowym wskazuje, że w czasie XIII dynastii gwałtownie wzrastała w Egipcie populacja azjatycka.
Przyjmuje się, że zgodnie z panującymi zwyczajami część obcokrajowców weszło w związki małżeńskie się z Egipcjanami, przyjęło egipskie wierzenia i tradycje kulturowe, inni pozostali lojalni względem krajów swojego pochodzenia. Do tej drugiej grupy należeli zapewne jeńcy wojenni i ich potomkowie. Niektórzy z obcokrajowców przyczynili się do upadku Średniego Państwa oraz późniejszego podboju Egiptu przez azjatyckich Hyksosów w Drugim Okresie Przejściowym.
Papirus został znaleziony w Egipcie. Został podarowany Brooklyn Museum przez Theodorę Wilbour. Otrzymał numer katalogowy Papyrus Brooklyn 35.1446ae.